# Oleg Vladimirovič Pen'kovskij
Oleg Vladimirovič Pen'kovskij, nome in codice HERO (in russo Олег Владимирович Пеньковский?; Vladikavkaz, 23 aprile 1919 – Mosca, 16 maggio 1963), è stato un agente segreto sovietico, Colonnello dell'Intelligence militare (GRU), in piena guerra fredda durante la fine degli anni cinquanta e l'inizio degli anni sessanta.

## Biografia
Il padre di Pen'kovskij morì combattendo come ufficiale nell'Armata Bianca durante la guerra civile russa. Pen'kovskij si laureò presso l'Accademia di Kiev con il rango di tenente nel 1939. Durante la seconda guerra mondiale, prese parte alla guerra d'inverno contro la Finlandia. Impiegato nel controspionaggio con il GRU, raggiunse il grado di Colonnello nel 1949. Fu fucilato nel 1963 per aver rivelato informazioni segrete al Regno Unito riguardo ai piani sovietici durante la crisi dei missili di Cuba dell'anno precedente.
Grazie alle rivelazioni fatte da Peter Wright nel libro Cacciatore di spie, dove si mette in dubbio la sincerità di Penkovskij, Wright sospettava che lo stesso fosse un doppio giochista e facesse parte di una grande operazione di disinformazione messa in atto dal KGB/GRU ai danni dei servizi occidentali.